# Havas Gyula (pedagógus)
Havas Gyula, 1879-ig Hagel (Sátoraljaújhely, 1854. december 23. – Budapest, 1927. január 10.) pedagógus, tanfelügyelő, lapszerkesztő.

## Élete
Hagel Izsák és Reichardt Eszter gyermekeként született zsidó családban. A pesti Református Főgimnáziumban tanult, majd a Budapesti Tudományegyetem joghallgatója lett, s közben neveléstudományi előadásokat is hallgatott. A Debreceni Ellenőr belső munkatársaként dolgozott. 1878-ban a megyei tiszti ügyész mellé nevezték ki fogalmazónak. A következő évben a dési kiállítás időtartama alatt a Déési Kiállítási Emléklapot szerkesztette. 1881-ben Szolnok-Doboka vármegye főispánja a vármegye központi közgyámi állomására nevezte ki. 1882 januárjától Iparos Ügyi Közlöny címmel lapot indított. A Kolozsvári Magyar Királyi Ferenc József Tudományegyetemen bölcsészdoktori oklevelet szerzett. 1885 februárjában segéd-tanfelügyelőnek, 1886-tól tanfelügyelőnek nevezték ki Beszterce-Naszód vármegyében. 1892-ben áthelyezték Alsó-Fehér vármegyébe. Közigazgatási bírói kinevezés előtt állt, amikor egy baleset következtében mindkét szeme megsérült és évekkel később teljesen elvesztette látását. 1898-ban nyugdíjazták. Ezt követően előbb Kolozsvárra, majd Újpestre és végül Budapestre költözött. A munkát azonban nem hagyta abba; 1897-ben megalapította és szerkesztette a Magyar Pestalozzi című pedagógiai folyóiratot. Halálát idült veselob okozta.

## Családja
Felesége Büchler Lujza (1859–1935) volt, Büchler Lajos és König Mária lánya, akit 1881. július 5-én Cservenkán vett nőül.
Gyermekei
- Havas Irma (1882–?) tanítónő. Férje Mikes Lajos (1872–1930) újságíró, szerkesztő.
- Havas Gabriella (1883–?). Férje Voith László (1878–?) tanító.
- Havas Alice (1892–1976), férjezett Trettina Jenőné.
- Havas Ervin (1898–1945)

## Művei
- A házasságon kívül született gyermekek jogállapotáról (tanulmány, Dés, 1883)
- A tanítás művészete. Goerth A. után fordította és átdolgozta (Budapest, 1888)
- Besztercze-Naszódvármegye népoktatásügyi állapota (Beszterce, 1890)